# مینوتور ۱
مینوتور ۱ (به انگلیسی: Minotaur I) یکی از موشک های مورد استفاده ناسا است.
این پرتابگر ساخت شرکت اوربیتال ساینسز کورپوریشن در سال ۲۰۰۰ است و یک سیستم پرتابی ۴ یا ۵ مرحله ایست.